# Hraniční vrch (rozhledna)
Rozhledna Hraniční vrch se nachází na vrcholu Hraničního vrchu (536 m n. m.).

## Přístup
Pěšky nebo autem z Města Albrechtic (v okrese Bruntál) po modré turistické značce směrem k rozcestníku U Kapličky a k obci Piskořov. Přibližně 600 m před rozcestníkem U Kapličky je malé parkoviště, od kterého lze pokračovat pouze pěšky asi 700 m k rozhledně po trase Městského turistického okruhu.
Další možná pěší trasa z Města Albrechtic vede kolem rybníka Celňák ke státní hranici, kde se lze napojit na Městský turistický okruh a červenou turistickou značku PTTK, které vedou až k rozhledně.
Z Třemešné pěšky po červené až k rozcestníku Pod Kobylou, dále po modré přes rozcestník U Kapličky a po 600 m je malé parkoviště, od kterého to je asi 700 m k rozhledně.

## Výhled
Z rozhledny lze spatřit Město Albrechtice a okolní vrcholy.